# Protection à maximum de courant

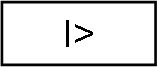
Symbole CEI de la protection à maximum de courant

Une protection à maximum de courant est une protection électrique qui consiste à comparer le courant mesuré dans le réseau à une valeur limite. Si le seuil est dépassé, la protection conclut qu'un court-circuit ou une surcharge, selon les cas, a lieu. Elle commande alors l'ouverture du réseau électrique, on parle de « déclenchement ». Elle est utilisée pour protéger les transformateurs et les lignes.
On peut différencier deux familles de protection à maximum de courant, celle à temps indépendant et celle à temps inverse. Elles portent respectivement les codes ANSI 50 et 51.

## Principe de fonctionnement
Il est basé sur le fait que dans un réseau, le courant de défaut est d’autant plus faible que le défaut est plus éloigné de la source. Une protection ampèremétrique est disposée au départ de chaque tronçon :
son seuil est réglé à une valeur inférieure à la valeur de court-circuit minimal provoqué par un défaut sur la section surveillée, et supérieure à la valeur maximale du courant provoqué par un défaut situé en aval (au-delà de la zone surveillée).
Ce système est économique, simple et rapide.
La protection est reliée à un transformateur de courant qui permet de réduire le courant traversant le réseau à un niveau qui le rend mesurable par un appareil électronique.

## Protection à temps indépendant

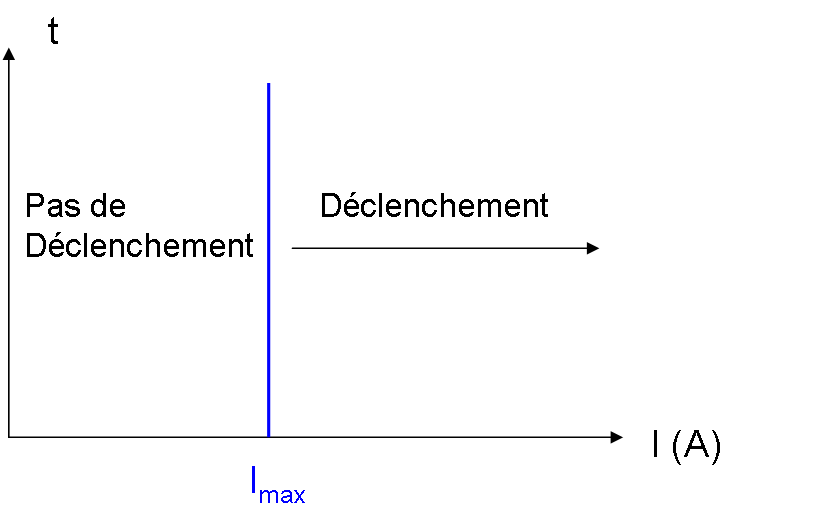
Protection à maximum de courant à temps indépendant instantanée

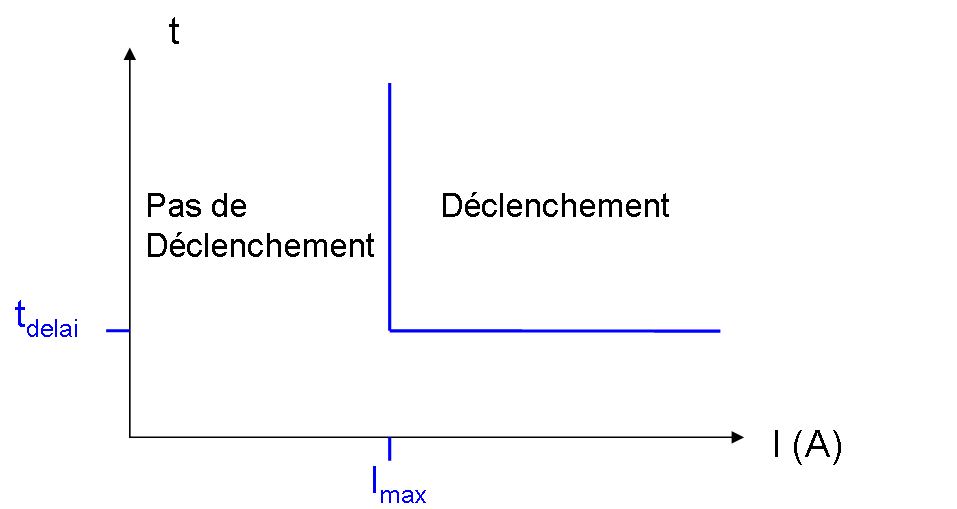
Protection à maximum de courant à temps indépendant avec temporisation

Une  protection à temps indépendant (code ANSI 50) est une protection pour laquelle le seuil ne dépend pas du temps. Si elle est instantanée, si Imesuré dépasse Imax alors la protection déclenche. S'il y a une temporisation, un certain intervalle de temps sera respecté avant le déclenchement. Cela donne le temps à d'autres protections, plus proches du défaut, de réagir et ainsi évite d'ouvrir une partie du réseau sain.
Les protections instantanées ont le défaut d'être très sensibles, par exemple aux courants d'enclenchement. Il faut donc soit les bloquer en utilisant le fait que les courants d'enclenchement ont une forte proportion de 2e harmonique, ou leur paramétrer un seuil supérieur aux courants d'enclenchement.

## Protection à temps inverse

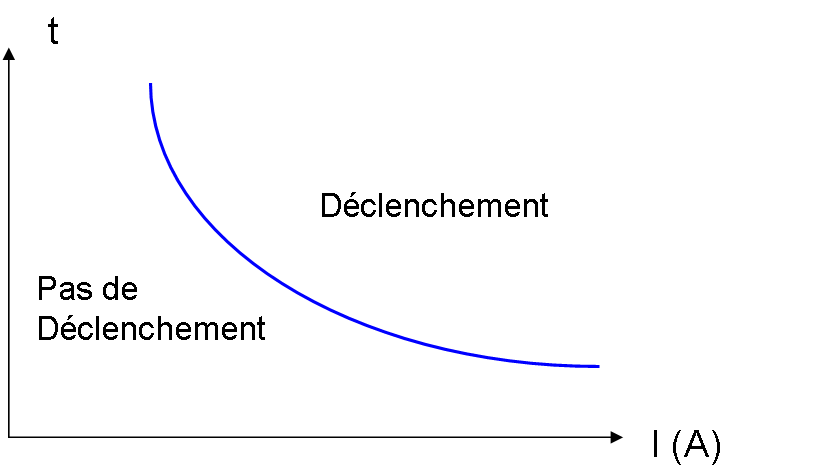
Protection à maximum de courant à temps inverse

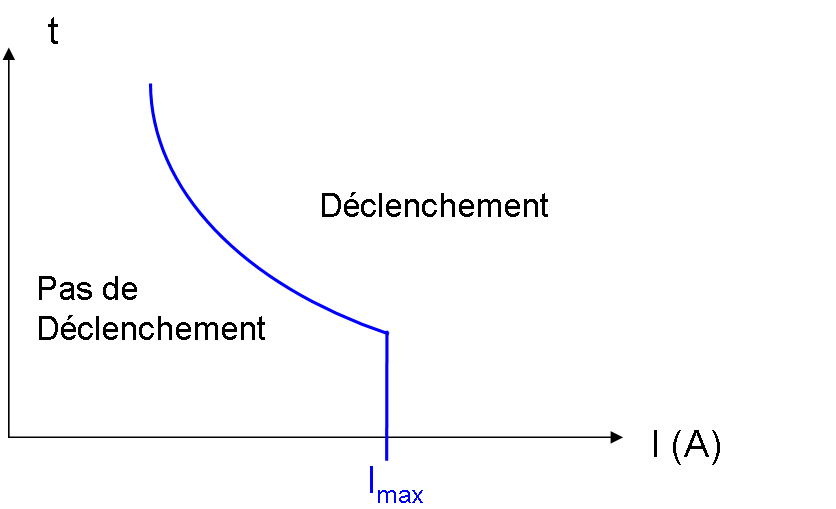
Combinaison d'une protection à temps indépendant et à temps inverse

Une protection à temps inverse (code ANSI 51) a un seuil dépendant du temps, la temporisation diminue quand le courant mesuré augmente. L'idée est qu'en cas de fort courant, il est important que la protection déclenche rapidement pour éviter des dommages à l'équipement.
Par contre quand le courant est relativement faible par rapport à ce que peut supporter l'équipement, la temporisation doit être longue afin d'éviter un déclenchement intempestif.
Une combinaison de protection à temps indépendant et à temps inverse est parfois utilisée. La temporisation décroit à mesure que le courant augmente puis passe brutalement à zéro pour un certain Imax. Cela permet de combiner les avantages des deux systèmes.

## Applications
Associée au disjoncteur situé au primaire du transformateur, une protection à temps indépendant instantanée assure la protection contre les courts-circuits violents au primaire. Le seuil de courant est réglé à une valeur supérieure au courant dû à un court-circuit au secondaire : la sélectivité ampèremétrique est ainsi assurée.
Ainsi réglée, chaque protection ne fonctionne que pour les défauts situés immédiatement en aval de sa position, à l’intérieur de la zone surveillée ;elle est insensible aux défauts apparaissant au-delà.
Placée entre la cuve d'un transformateur et la terre, un relais de protection à maximum de courant sert à détecter les amorçages internes, les défauts entre la partie active de l'appareil et sa cuve. On parle de protection « masse cuve ». On accole un N (pour Neutre) au code : 50N,.
La surintensité de longue durée peut être détectée par une protection à maximum de courant phase temporisée à temps indépendant ou à temps inverse (ANSI 51), sélective avec les protections secondaires.

## Limites
De plus, en pratique, il est difficile de définir les réglages de deux protections en cascade, tout en assurant une bonne sélectivité, lorsque le courant ne décroît pas de façon notable entre deux zones voisines ; ceci est le cas en moyenne tension, sauf pour des tronçons avec transformateur.